# Janet
För andra betydelser, se Janet (olika betydelser).
Janet är ett anglosaxiskt kvinnonamn.
Namnet kommer från det franska namnet Jeanette och det spanska namnet Juanita och är en variant på de anglosaxiska namnen Jeanne och Jane. 
I Sverige finns det 2 879 kvinnor som har förnamnet Janet. Av dessa har 1 694 namnet Janet som tilltalsnamn/förstanamn.

## Personer med förnamnet Janet
- Janet Evanovich, amerikansk författare
- Janet Gardner, amerikansk hårdrockssångerska
- Janet Gaynor, amerikansk skådespelerska
- Janet Jackson, amerikansk sångerska.
- Janet Jagan, amerikansk-guyansk politiker
- Janet Leigh, amerikansk skådespelerska
- Janet Leon, svensk sångerska.
- Janet Napolitano, amerikansk jurist och politiker
- Janet Reno, amerikansk politiker.

## Personer med efternamnet Janet
- Paul Janet den äldre (1830-1899), fransk filosof
- Paul Janet den yngre (1863-1937), fransk läkare
- Pierre Janet (1859–1947), fransk psykiater och psykolog